# Peltigera cinnamomea
Peltigera cinnamomea är en lavart som beskrevs av Goward. Peltigera cinnamomea ingår i släktet Peltigera och familjen Peltigeraceae.   Inga underarter finns listade i Catalogue of Life.